# Трагедія в Гуті Пеняцькій

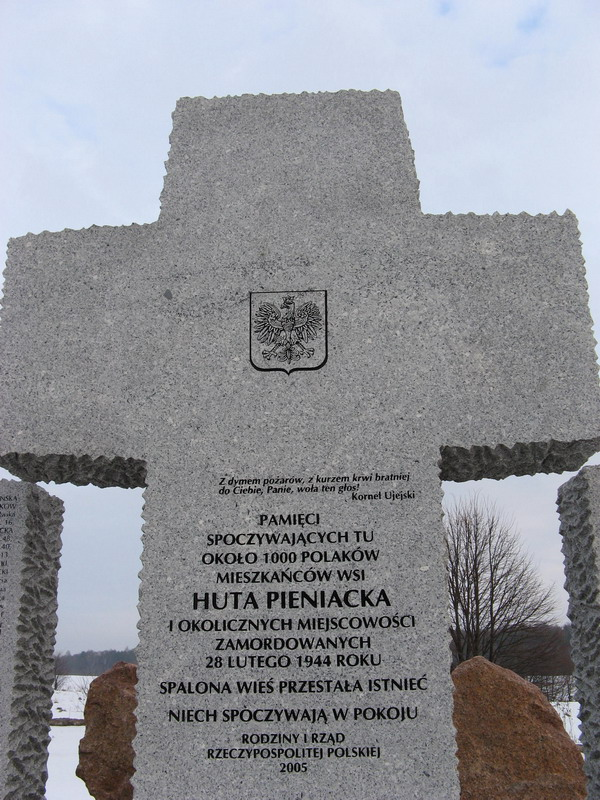
Меморіал загиблим у Гуті Пеняцькій

Траге́дія в Гу́ті Пеня́цькій — масове знищення населення (поляків, євреїв, радянських партизан та українців) в населеному пункті Гута Пеняцька (генерал-губернаторства, нині — Бродівський район, Львівщина, Україна) 28 лютого 1944 року.

## Історія

### База польських та радянських партизанських формувань
До початку Другої світової війни в селі Гута Пеняцька, яке належало до Бродівського повіту Тарнопільського воєводства (нині Бродівський район Львівської області), мешкало 487 осіб, переважна більшість — поляки. Ситуація змінилася влітку 1943-го, коли після початку Волинської трагедії до Гути Пеняцької почали прибувати біженці. На початку 1944-го в селі було вже понад тисячу мешканців.
На рубежі 1943/44 рр. Гута-Пеняцька стала потужним опорним пунктом польских партизан в Бродівському районі. Командиром польської самооборони та місцевої АК тут був Казімеж Войцеховський, який як один з очільників польського підпілля підпорядковувався окружному відділку АК у Золочеві.  Крім того, в цьому районі діяли і радянські партизани. Село стало, зокрема, з весни 1942 р. головною базою радянської партизанської групи, створеної військовим лікарем, більшовиком П. К. Кундіусом, який 1941 р. втік з табору радянських військовополонених у Сасові. У серпні 1943 року загін налічував 96 осіб, 1944 р. — 600, складаючись з трьох рот.
Є багато свідчень про те, що поляки з Гути-Пеняцької грабували, ґвалтували, катували, і навіть вбивали українців[джерело?]. Жителі поселення надавали допомогу радянському партизанського загону із бригади Дмитра Медведєва. Загін самооборони села забезпечував безпечний маршрут розвіднику Миколі Кузнєцову та сприяв встановленню його контактів із польським підпіллям Львова.
На початку 1944 року, в Галичину прибуває на антипартизанську службу 4-й Галицький поліцейський полк СС, сформований в липні 1943 року з українських добровольців, які не були допущені за станом здоров'я чи фізичного стану до служби у 14-й гренадерській дивізії СС, але в дивізію СС "Галичина" сам полк не входив і жодного відношення до неї не мав.
У полку, однак вояки носили дивізійні емблеми, петлиці з левиком, і розглядалося, що це є потенційний резерв для дивізії (хоча з початку так не було, бо це була цілком окрема формація). І ось 2-й батальйон цього полку був спрямований якраз в Бродівський район, де знаходилось село Гута Пеняцька. Коли вони туди прибули, то місцеві жителі, почали їм скаржитись на терор польського підпілля, головним джерелом якого був польський осередок — Гута Пеняцька. 
Також, коли полк прибув в Галичину, то були відразу встановлені тісні контакти з УПА, з місцевими загонами якої встановили близьку співпрацю. Перш за все, повстанці поставляли данні розвідки про радянських та польських партизан, а коли частини полку рухались, то підрозділи УПА нерідко забезпечували супровід на флангах для того, щоб не було якихось раптових зіткнень. Однак ця співпраця була виключно на місцевому, локальному рівні, полегшена тим, що в 4-му полку служили саме українці, які змогли знайти спільну мову з місцевими повстанськими загонами.
22 лютого 1944 р. 9-й батальйон радянських партизанів ім. Чкалова під командуванням Бориса Кореневського полишив Гуту Пеняцьку.

### Трагічна доля села
Отримавши відомості про те, що в Гуті Пеняцькій є польський партизанський осередок, підрозділ 4-го Галицького полку СС відправляє розвідувальний загін приблизно з 50-ти українських вояків для того, щоб цю інформацію перевірити. Коли цей загін 23 лютого 1944 року підійшов до Гути-Пеняцької, то потрапив в засідку. Поляки прийняли есесівців за українських партизан УПА, які йдуть атакувати село. Поляки не могли усвідомити, що ці вояки, які на них йдуть, це українці, які воюють на німецькій стороні. Було вбито 2 українських солдат, ще кілька були поранені, з яких 2 потім померло у шпиталі. На допомогу підрозділу СС прийшла сотня УПА «Сіроманці» під командуванням Дмитра Карпенка (Яструба), яка нападає на поляків збоку, даючи можливість солдатам СС відступити.
Німецьке командування усвідомило, що це село, дійсно, є партизанським осередком. Проте у німців була дуже жорстка практика боротьби з партизанським рухом, як таким. Якщо якесь село підтримувало партизан та чинило спротив, на офіційному рівні видавався наказ на те, що то це село треба пацифікувати — тобто, село спалити, а мешканців — або розстріляти, або евакуювати. Це була поширена німецька практика від Франції та Балкан і до Радянського Союзу.
Акт відплати, швидше за все, готувався на самому верху, тобто у Львові. Авторами цього плану, без сумніву, були губернатор Отто Вехтер та командувач німецької поліції в Галичині бригадефюрер СС Крістоф Дім. Ну і звісно, для цієї місії залучили саме 4-й Галицький добровольчий полк СС, оскільки тепер для нього це була справа крові і честі. На чолі полку стояв штурмбаннфюрер СС Зігфрід Бінц, який до того в 1943 році активно боровся з партизанами в Білорусі, тобто мав дуже добрий досвід в цьому плані. Німці планували операцію дуже ретельно. Оскільки в них вже були дуже тісні стосунки з місцевими упівцями, то до цього залучили згадану вище сотню «Сіроманці», також місцеві самооборонні кущові відділи. З цього було створено угрупування, десь в районі 500 людей: вояки 2-го батальйону 4-го галицького полку СС, бійці Карпенка-Яструба і вояки місцевих СКВ.
Операцію у Гуті-Пеняцькій було призначено на ранок 28 лютого 1944 року. Джерел з цього приводу дуже мало. Найбільш відомим та красномовним є опублікований звіт чиновника української Військової управи дивізії «Галичина» Михайла Хронов'ята, який допомагав формувати дивізію та особисто перебував в Гуті-Пеняцькій 28 лютого 1944 року в лавах 6-ї роти 4-го галицького полку. Тобто все, про що розповів, бачив на власні очі.
Коли збірний підрозділ з українських вояків 4-го полку та повстанців підійшов до Гути-Пеняцької, ніхто спротиву вже не оказував, бо підрозділів Армії Крайової там вже не було. Село було обстріляно, кілька хат від обстрілу запалало. Коли ввійшли в село, розпочалася типова для таких ситуацій стандартна акція зачистки: населення виганяється з помешкань, які згодом ретельно перевіряють. Шукали зброю та партизанів. В селі, проміж іншим, знайшли трупи тих двох вояків 4-го Галицького поліцейського полку СС, які загинули 23 лютого. За згадками, ці трупи були поневіченими і кілька днів лежали не похованими. Можна уявити собі настрої вояків, які побачили своїх загиблих побратимів, що ось так лежали. Можна тільки уявити той градус напруги. До того ж, як пише Хронов'ят, практично в кожній хаті були знайдені запаси зброї та гранат. Оскільки хати палати, то ці гранати почали у полум'і рватися, тобто шум у селі стояв ще той. Населення було зігнане в церкву та знищено (за різними оцінками від 500 до 800 осіб). Поруч із церквою був страчений і командир польської самооборони Казімєж Войцеховський. За різними оцінками, вижило десь до 50 людей.

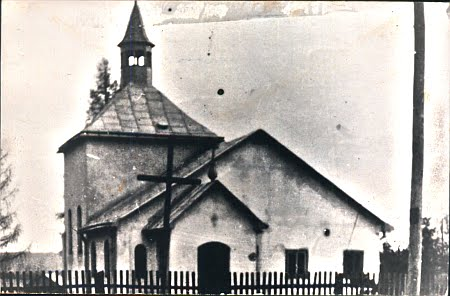
Костел в Гуті-Пеняцькій

У польській літературі поширена теза про винищення польського населеного пункту Гута-Пеняцька у лютому 1944 р. частиною дивізії «Галичина». Разом з тим, за твердженням дослідника Андрія Боляновського, у той час тут не діяв жоден із підрозділів галицької дивізії.

## Дослідження
12 лютого 2009 року з ініціативи управління з питань внутрішньої політики в приміщенні Львівської облдержадміністрації було проведено круглий стіл за участю представників влади та громадськості, науковців, на якому розглядалося питання проведення заходів, присвячених 65-й річниці вшанування пам'яті загиблого населення у с. Гута-Пеняцька. Навколо питання знищення села існує багато міфів, які й обговорювалися учасниками круглого столу. Учасники засідання за круглим столом напрацювали спільне бачення історичних подій, які трапилися у Гуті-Пеняцькій.
|  | На початку 1944 року в околицях польського населеного пункту Гута-Пеняцька, що на території України, діяли радянські партизанські відділи, яким надавало підтримку місцеве населення й до яких було залучено частину місцевих поляків. 23 лютого 1944 р. до боротьби проти них було скеровано один із сформованих з галицьких українців підрозділів, яким командували німці та який підпорядковувався німецьким поліційним структурам. У результаті цього наступу відбулося бойова сутичка, в якому загинуло двоє українців. У відповідь на це 28 лютого нацистські поліційні відділи провели каральну акцію під час якої було вбито кількасот польських мешканців Гути-Пеняцької. Про це, зокрема, свідчать польські документи. Наприклад, відповідно до звіту Делегатури польського уряду про події на теренах Бродівського повіту, це селище було повністю знищене нацистським винищувальним поліційним підрозділом: «Німці зібрали жінок і дітей разом до кількох будинків, після чого ці будинки було підпалено… Усіх чоловіків зібрано разом до місцевої польської каплиці… Замкнених у каплиці розстріляно». У повідомленні Міністра внутрішніх справ польського еміграційного уряду в Лондоні В. Баначека про події у Гуті-Пеняцькій у лютому 1944 р. з цього приводу вказувалось, що «27 лютого експедиційна каральна таємна поліція знищила село дощенту». Це ж підтверджують також: українські та радянські джерела. Однак, через деякий час після цих трагічних подій, в документах польського підпілля, а пізніше й у радянській публіцистиці було поширено інформацію про участь у знищенні польського населеного пункту дивізії «Галичина», що діяла у складі німецьких військ. Причиною цього було намагання зняти відповідальність з радянських партизанів, котрі спровокували згадану каральну акцію, й перекинути її на українських націоналістів, якими крім членів ОУН та вояків УПА було також: оголошено українських вояків дивізії «Галичина». Донині не виявлено німецьких документів, які підтверджують знищення Гути-Пеняцької. Будь-якої участі у цій акції підрозділів дивізії «Галичина» не доведено. |

Архіви КДБ стверджують, що операцію проводили німецькі війська СС із підтримкою українських бійців. 